# Choreutis nemorana
The Fig-tree Skeletonizer moth or Fig Leaf Roller (Choreutis nemorana) là một loài bướm đêm thuộc họ Choreutidae. Nó được tìm thấy ở quần đảo Canaria và Madeira, qua vùng Địa Trung Hải và Bắc Mỹ đến châu Á.

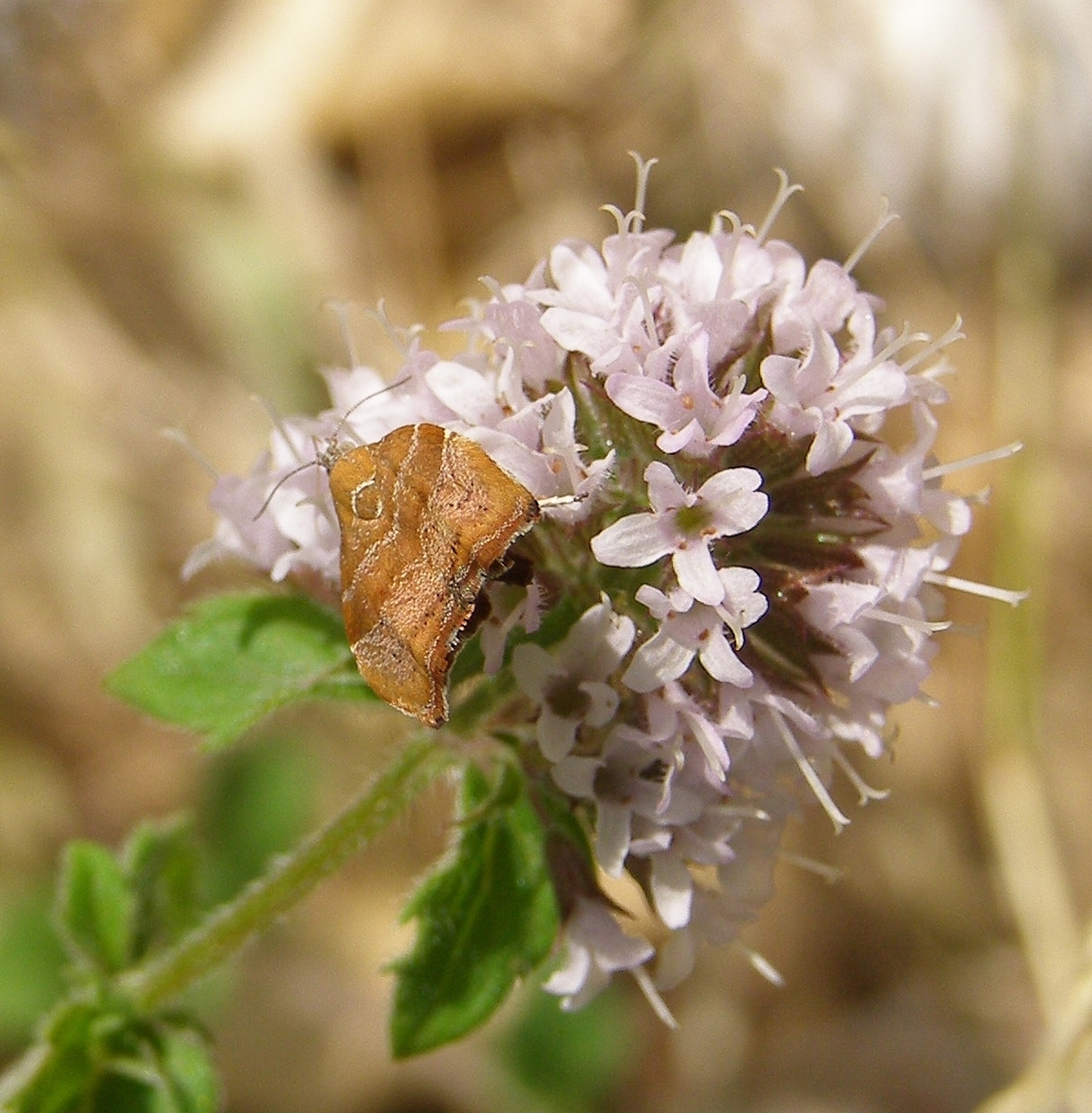

Sải cánh dài 16–20 mm.

## Hình ảnh

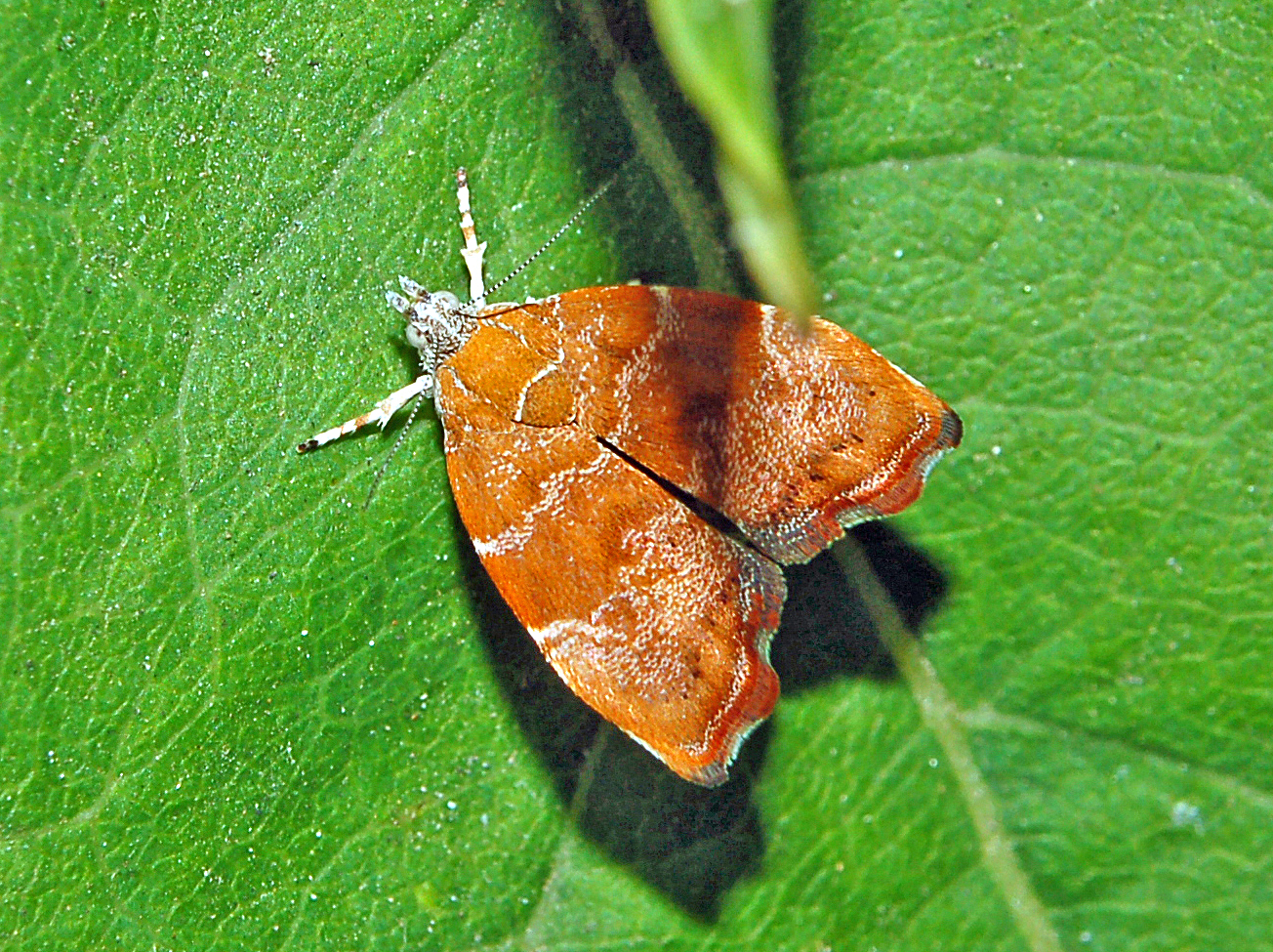